# Elseya albagula
Elseya albagula là một loài rùa trong họ Chelidae. Loài này được Thomson, Georges và Limpus mô tả khoa học đầu tiên năm 2006.

## Mô tả
Elseya albagula là loài lớn nhất còn tồn tại trong chi Elseya với chiều dài của mai rùa là 420 mm.